# Винокуров Наум Михайлович
Наум Михайлович Винокуров (Наумов) (16 листопада 1888, місто Одеса, тепер Одеської області — розстріляний 30 березня 1938, рудник Воркута, тепер Республіка Комі) — український радянський партійний діяч, голова Харківського губернського раднаргоспу. Кандидат у члени ЦК КП(б)У в жовтні 1918 — березні 1919 р.

## Біографія
Народився в єврейській родині. Батько працював чорноробом із засипки та навантаження хліба.
З 1897 по 1901 рік — учень чотирикласної початкової школи, із 1901 по 1905 рік — учень ремісничого училища товариства «Праця» в Одесі. Навчаючись в училищі, з кінця першого курсу працював у модельній майстерні при ньому.
З 1904 року брав участь у соціал-демократичних гуртках в училищі та на заводі в Одесі, де працював із 1905 року.
Член РСДРП(б) з 1905 року. Партійні псевдоніми — Наумов, Винокур. Вів підпільну революційну роботу. Під час першої російської революції восени 1905 року був поранений у плече. 1 травня 1907 року заарештований, сидів один тиждень в Одеській в'язниці, був висланий в адміністративному порядку в північні губернії Російської імперії, дорогою втік і з 1907 по 1909 рік працював на фабриках та заводах багатьох міст півдня Росії.
У 1909 році повернувся до Одеси, працював робітником модельної фабрики. Одночасно з 1910 по 1913 рік навчався на механічному відділенні Одеського училища торгового мореплавання/морехідного училища. Після закінчення морехідного училища далі працював механіком на заводі та до 1914 року плавав на пароплаві практикантом в закордонних рейсах.
З 1914 по жовтень 1915 року — доброволець військово-морського флоту Російської імперії. У жовтні 1915 року був демобілізований як кваліфікований робітник. З жовтня 1915 по 1917 рік працював робітником військово-снарядного заводу в Одесі, у 1917 році обирався членом заводської ради.
У 1918 році — на підпільній роботі в Харкові, на політичній роботі в Червоній армії. У 1919 році служив у Особливій продовольчій комісії 5-ї армії РСЧА, обирався в листопаді 1919 року членом Сибірської обліково-реквізиційної комісії від опродкому армії. З 29 червня по 3 серпня 1920 року — військовий комісар 14-ї Майкопської кавалерійської дивізії РСЧА. У 1920 році  — військовий комісар 22-ї стрілецької дивізії РСЧА Південного фронту.
Потім працював головою Харківського губернського раднаргоспу (ради народного господарства) та головою правління комерційного банку.
У 1923 році — голова Киргизького бюро Всеросійської центральної ради професійних спілок.
З травня 1923 року — заступник голови, з липня 1923 року — голова Ради праці і оборони Киргизької (Казахської) АРСР, з жовтня 1923 року — голова Промислового бюро Киргизької (Казахської) АРСР.
У грудні 1923 — лютому 1924 року — голова Центральної ради народного господарства Киргизької (Казахської) АРСР. У лютому 1924 року відправлений в розпорядження ЦК РКП(б).
Потім — на керівній господарській роботі в Українській СРР (Києві та Харкові): на 1930 рік — голова правління Українського хемічного тресту. Потім працював у Москві.
У 1936 році заарештований та засуджений за троцькізм до ув'язнення у виправно-трудових таборах. Відбував покарання на етапі Чіб'ю-Воркута в Ухтинсько-Печорському виправно-трудовому таборі Комі АРСР, працював у таборі інженером.
25 вересня 1937 року заарештований повторно органами НКВС. Засуджений до страти, 30 березня 1938 року розстріляний і похований на Руднику Воркута. Реабілітований.